# Dingyuan (1881)
Dingyuan (定遠, w starszej transkrypcji Ting Yuan) – chiński pancernik z końca XIX wieku, pierwszy  okręt typu Dingyuan, zbudowany w niemieckiej stoczni Vulcan w Szczecinie. Wraz z bliźniaczym „Zhenyuan” stanowiły jedyne pancerniki marynarki chińskiej. Służył podczas wojny japońsko-chińskiej, w toku której został zniszczony w lutym 1895 roku w bazie Weihai.

## Historia powstania i opis
Dwa pancerniki typu Dingyuan zostały zamówione przez Chiny w latach 80. XIX wieku w niemieckiej stoczni AG Vulcan Stettin w związku z rozwojem chińskich sił zbrojnych w ramach polityki tzw. samoumocnienia. Miały to być dobrze uzbrojone i opancerzone i zarazem możliwie tanie jednostki. Kontrakt na ich budowę podpisano 2 grudnia 1880 roku. 
Pierwszym okrętem, od którego znany jest typ, był „Dingyuan” (chiń. upr. 定远; chiń. trad. 定遠; pinyin Dìngyǔan; Wade-Giles Ting Yüan, pol. „uspokajający na dystans”). Spotykana w literaturze jest także starsza transkrypcja „Ting Yuan” lub „Ting Yuen”. Budowa szła szybko – stępkę  położono 31 marca 1881 roku, a wodowano go już 28 grudnia 1881 roku, w obecności chińskiego ambasadora Li Fengbao.
„Dingyuan” rozpoczął próby morskie już 2 maju 1883 roku, a zgodnie z planem miał wyruszyć do Chin w czerwcu tego roku. Na próbach uzyskał prędkość maksymalną 15,384 węzła i moc siłowni 7200 KM, przekraczając wartości projektowe. Dostawa pancerników jednak została wstrzymana z powodu wojny Chin z Francją. W końcu oba pancerniki i krążownik „Jiyuan” opuściły Kilonię 3 lipca 1885 i pod niemiecką banderą handlową, z niemieckimi załogami i chińskimi oficerami dopłynęły przez Kanał Sueski, Singapur i Hongkong w październiku 1885 roku do Dagu w Chinach, gdzie zostały przekazane Chińczykom i przyjęte do służby.

## Służba

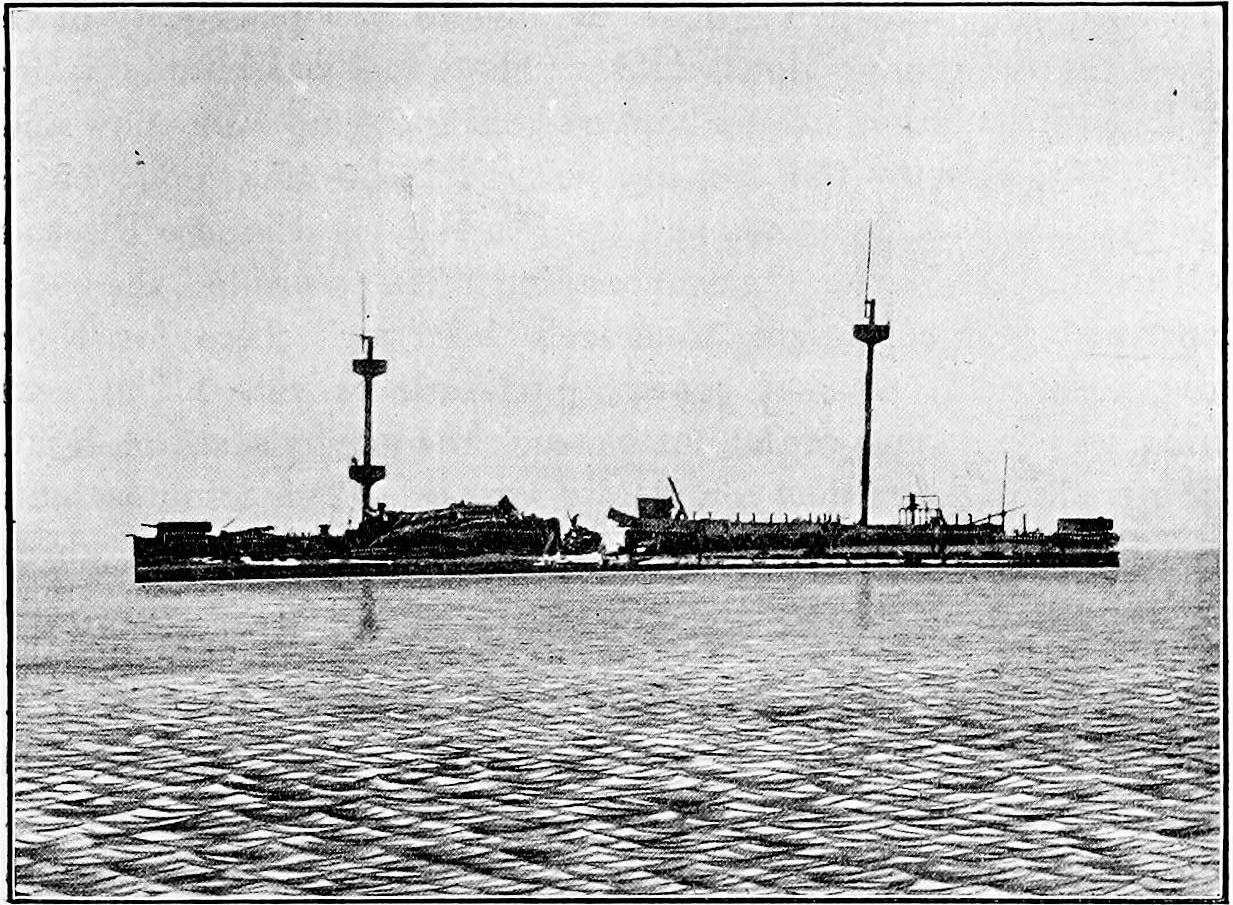
„Dingyuan” zniszczony po ataku torpedowym i eksplozji, która zniszczyła śródokręcie

Banderę cesarską na „Dingyuan” podniesiono 29 października 1885 roku. Został on okrętem flagowym floty chińskiej, służąc w północnej eskadrze, tzw. Flocie Beiyang. Dowódcą został Liu Buchang. Od czerwca do sierpnia 1886 roku pancerniki zostały wysłane w rejs propagandowy eskadry do Korei, Japonii i Władywostoku w Rosji, po czym od sierpnia do października były dokowane w Nagasaki. W marcu i kwietniu 1890 roku eskadra odwiedziła Singapur, Sajgon i Luzon, a w sierpniu sam „Dingyuan” odwiedził Władywostok. Latem 1891 roku eskadra odwiedziła Japonię, gdzie okręty były wizytowane m.in. przez przyszłego admirała Heihachirō Tōgō.
Oba pancerniki uczestniczyły w działaniach wojny japońsko-chińskiej i brały udział w głównej bitwie u ujścia Jalu 17 września 1894 roku. Przed bitwą usunięto z nich materiały łatwopalne oraz lekko opancerzone pokrywy wież. Były potężniejsze od ówczesnych okrętów japońskich, jednak na skutek ograniczeń wynikających z rozmieszczenia artylerii, nie najlepszego wyszkolenia marynarzy chińskich, a także faktu, że – jak się okazało – część zapasu amunicji stanowiły pociski ćwiczebne, pancerniki nie odniosły większych sukcesów, oprócz uszkodzenia przez „Zhenyuan” krążownika „Matsushima”. Z kolei japońskie okręty, ostrzeliwując pancerniki szybkostrzelnymi armatami średniego kalibru, nie mogły zagrozić ich pływalności, lecz spowodowały zniszczenia w ich nieopancerzonych nadbudówkach. Zaraz na początku bitwy zniszczony został maszt flagowego „Dingyuana”, co spowodowało niemożność wywieszania flag sygnałowych. Od podmuchu salwy własnych dział, uszkodzeniu na „Dingyuan” uległ lekki mostek, a ranny został admirał Ding Ruchang. Pancernik otrzymał 158 trafień, lecz liczba ofiar była niewielka: 17 zabitych i 38 rannych.
Okręty chińskie wyremontowano następnie w Port Artur, po czym pod koniec października przeszły do bazy Weihaiwei. Pancerniki działały jeszcze na Morzu Żółtym, lecz bez żadnych efektów, a ich wykorzystanie było nieudolne, po czym od połowy listopada pozostały w Weihaiwei. Od końca stycznia 1895 roku brały udział w obronie bazy podczas jej oblężenia przez Japończyków. W nocy z 3 na 4 lutego 1895 „Dingyuan” został storpedowany w lewą burtę przez japoński torpedowiec Nr 10, który przedarł się do bazy, po czym został osadzony na płyciźnie (według innych źródeł, było to w nocy 4/5 lutego). Brał jeszcze udział w walce, po czym 9 lutego został uszkodzony przez japońską artylerię i zdecydowano o samozatopieniu okrętu. Wrak  wysadzono w powietrze 10 lutego, przy czym na skutek pośpiesznego odpalenia ładunku zginęło około 40 członków załogi. Pancernik nie nadawał się po tym do odbudowy.
Zbudowana przez zarząd portu Weihai w Chinach pełnowymiarowa pływająca replika „Dingyuan” jest obecnie atrakcją turystyczną w tym mieście.